# 埃里希·霍普納
埃里希·霍普納（德語：Erich Hoepner，1886年9月14日—1944年8月8日）是德國第二次世界大戰陸軍將領，是德國裝甲部隊早期的高級指揮將領之一，於1944年參與暗殺希特勒失敗被捕，隨即被槍決。

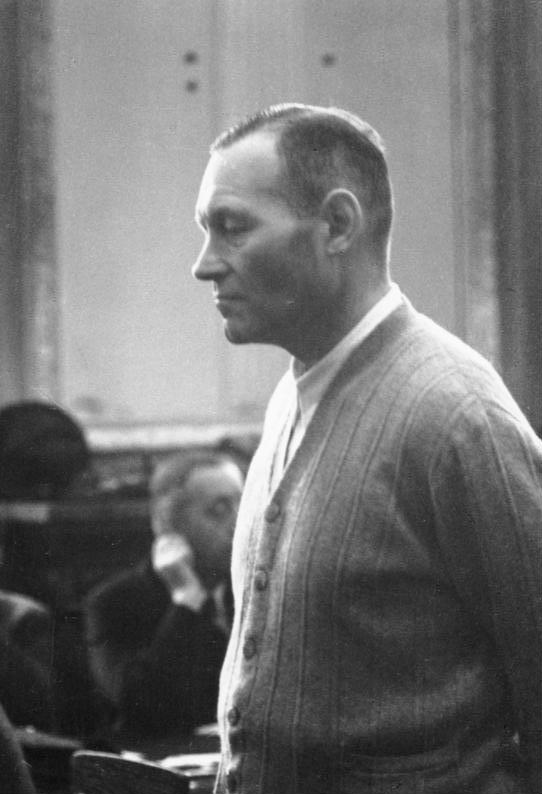
埃里希·赫普纳